# Castell de Falç
El castell de Falcés també anomenat castell de Fals o castell de Falç està situat al municipi oscenc de Tolva, Espanya.

## Descripció
Es troba en estat de ruïnes i s'hi pot accedir a través d'una pista forestal que puja fins a la carena rocosa on se situa.
És un castell de planta irregular que s'assenta sobre la base rocosa, de la qual neix el recinte emmurallat. Només queda un llenç de maçoneria que defensava un dels costats majors on es pot veure el naixement d'alguna torre quadrada. De la resta de la muralla a penes en queda gens excepte pedres disperses al llarg del vessant. Hi ha una torre circular d'uns dotze metres d'alçada i deu de diàmetre força deteriorada i que ha perdut tot el seu interior.
A la part més baixa del recinte hi ha les ruïnes de l'església dels Sants Just i Pastor romànica de la mateixa època que el castell i que és habitual als castells de l'Alt Aragó.